# Diószegi P. Sámuel
Diószegi P. Sámuel (Bihardiószeg, 1675 körül – Bihardiószeg, 1713. március 8.) református lelkész, költő.

## Élete
Diószegi (Kis) István református püspök fia, a sárospataki iskola tagja. Tanulmányait Bihardiószegen kezdte, s később Debrecenben folytatta, 1691. május 13-án lett togátus. Külföldre is ellátogatva, 1697. augusztus 5-én a franekeri egyetemre iratkozott be. 1698-ban visszatérve hazájába, éppen ekkorra elhunyt atyjának lelkészi állását vette át Bihardiószegen.

## Műve
- De nomine novo ex Esa. LXII. vers. 2. (Franeker, 1698.)
- Gyászverset írt Szilágyi Tönkő Márton halálára (1700.).